# کارل راملسبرگ
کارل راملسبرگ (آلمانی: Karl Friedrich August Rammelsberg؛ ۱ آوریل ۱۸۱۳ – ۲۸ دسامبر ۱۸۹۹) یک شیمی‌دان در زمینه شیمی معدنی اهل آلمان بود.